# جعفرآباد (بخش مرکزی نی‌ریز)
جعفرآباد (نی‌ریز)، روستایی از توابع بخش مرکزی شهرستان نی‌ریز در استان فارس ایران است.

## جمعیت
این روستا در دهستان رستاق قرار دارد و براساس سرشماری مرکز آمار ایران در سال ۱۳۸۵، جمعیت آن ۴۹۶ نفر (۱۳۱خانوار) بوده‌است.